# Prace historyczne (seria wydawnicza)
Prace historyczne – monograficzna seria publikacji naukowych wydawnictwa Inforteditions z dziedziny historii wojskowości.

## Spis numeryczny
1. Andrzej Rachuba: Konfederacje wojska litewskiego. 1657-1663. Zabrze: 2010. ISBN 978-83-89943-48-4. Brak numerów stron w książce
2. Marek Woźniak: Armie starożytnej Persji. Od powstania państwa Achemenidów do upadku imperium sasanidzkiego. Zabrze: 2010. ISBN 978-83-89943-50-7. Brak numerów stron w książce
3. Grzegorz Podruczny: Twierdza od wewnątrz. Budownictwo wojskowe na Śląsku w latach 1740–1806. Zabrze. 2011. ISBN 978-83-89943-66-8. Brak numerów stron w książce
4. Grzegorz Lach: Alkibiades. Wódz i polityk. Zabrze: 2011. ISBN 978-83-89943-67-5. Brak numerów stron w książce
5. Dariusz Milewski: Rywalizacja polsko-kozacka o Mołdawię w dobie powstania Bohdana Chmielnickiego (1648-1653). Zabrze: 2011. ISBN 978-83-89943-69-9. Brak numerów stron w książce
6. Jakub Kozłowski: Konstantyn Wielki. Walka o władzę w latach 306-324. Zabrze: 2011. ISBN 978-83-89943-72-9. Brak numerów stron w książce
7. Mirosław Łukomski: Kwestia turecka jako czynnik polityki wewnętrznej Rzeczpospolitej w latach 1587-1606. Zabrze-Tarnowskie Góry: 2011. ISBN 978-83-89943-77-4. Brak numerów stron w książce
8. Witold Marcoń: Instytut Śląski w latach 1934-1939. Zabrze-Tarnowskie Góry: 2012. ISBN 978-83-89943-87-3. Brak numerów stron w książce
9. Maciej Trąbski: Pułki przedniej straży wojska koronnego w latach 1768-1794. Zabrze-Tarnowskie Góry: 2012. ISBN 978-83-89943-80-4. Brak numerów stron w książce
10. Maciej Stanecki: Amerykańskie lotnictwo pokładowe podczas wojny w Wietnamie 1964-1973 i powstanie szkoły "Top Gun". Zabrze-Tarnowskie Góry: 2012. ISBN 978-83-89943-93-4. Brak numerów stron w książce
11. Krzysztof Kubiak: Epizody "wojny o pogodę". Niemieckie załogowe stacje meteorologiczne w Arktyce 1941–1945. Zabrze-Tarnowskie Góry: 2012. ISBN 978-83-89943-96-5. Brak numerów stron w książce